# Anna Bolavá
Anna Bolavá, mit bürgerlichem Namen Bohumila Adamová (* 1981 in Strakonice, Tschechoslowakei), ist eine tschechische Schriftstellerin.

## Leben
Nach dem Abitur studierte Anna Bolavá Bohemistik an der Karls-Universität Prag. Später war sie für das Institut für tschechische Sprache an der tschechischen Akademie der Wissenschaften tätig. 
Im Jahr 2013 erschien die Gedichtsammlung Černý rok. 2016 erhielt Bolavá für ihr Prosadebüt Do tmy den wichtigsten tschechischen Literaturpreis Magnesia Litera in der Kategorie Prosa.

## Werke
- Černý rok (Schwarzes Jahr), Gedichte, Plot, Prag 2013, ISBN 978-80-7428-165-5
- Do tmy (In die Dunkelheit), Roman, Oden, Prag 2015, ISBN 978-80-207-1622-4
- Ke dnu (Zu Boden), Roman, Odeon, Prag 2017, ISBN 978-80-207-1758-0